# Karol Kasiński
Karol Kasiński (ur. 28 października 1885 w Kutnie, zm. 30 września 1953 w Londynie) – polski inżynier, podsekretarz stanu.

## Życiorys
Karol Kasiński urodził się 28 października 1885 roku w Kutnie, w ówczesnej guberni warszawskiej Królestwa Polskiego. W 1904 ukończył Szkołę Realną w Łęczycy, a w 1910 roku Konstantynowski Instytut Mierniczy w Moskwie, uzyskując tytuł inżyniera mierniczego. Następnie pracował w Petersburgu, w Zarządzie Mierniczym, a następnie w Komisji Urządzeń Rolnych. Równocześnie studiował w Instytucie Górniczym, a później na Wydziale Prawa Uniwersytetu Petersburskiego. W czasie I wojny światowej walczył w szeregach Armii Imperium Rosyjskiego, jako oficer artylerii.
Po odzyskaniu przez Polskę niepodległości został urzędnikiem w służbie państwowej. Został dyrektorem departamentu w Ministerstwie Reform Rolnych. Został mianowany członkiem rady nadzorczej Państwowego Banku Rolnego. 12 października 1932 roku Prezydent RP Ignacy Mościcki mianował go podsekretarzem stanu w Ministerstwie Rolnictwa i Reform Rolnych, w rządzie Aleksandra Prystora.
Po 1918 roku został przyjęty do Wojska Polskiego. Zweryfikowany w stopniu porucznika ze starszeństwem z dniem 1 czerwca 1919 roku w korpusie oficerów rezerwowych artylerii. W latach 1923–1924 był oficerem rezerwowym 23 pułku artylerii polowej w Będzinie.

## Ordery i odznaczenia
- Krzyż Oficerski Orderu Odrodzenia Polski (2 maja 1923)[6]
- Złoty Krzyż Zasługi (dwukrotnie: 13 grudnia 1929[7], 10 lutego 1939[8])